# Premi Goya 2002
La cerimonia di premiazione della 16ª edizione dei Premi Goya si è svolta il 2 febbraio 2002 al Palacio de Congresos di Madrid.
The Others di Alejandro Amenábar ha vinto otto premi su quindici candidature. Il grande sconfitto è stato invece Nessuna notizia da Dio di Agustín Díaz Yanes, che è stato candidato a undici premi ma non ne ha vinto nessuno.

## Vincitori e candidati
I vincitori sono indicati in grassetto, a seguire gli altri candidati.

### Miglior film
- The Others, regia di Alejandro Amenábar
- Giovanna la pazza (Juana la Loca), regia di Vicente Aranda
- Lucía y el sexo, regia di Julio Medem
- Nessuna notizia da Dio (Sin noticias de Dios), regia di Agustín Díaz Yanes

### Miglior regista
- Alejandro Amenábar - The Others
- Vicente Aranda - Giovanna la pazza (Juana la Loca)
- Julio Medem - Lucía y el sexo
- Agustín Díaz Yanes - Nessuna notizia da Dio (Sin noticias de Dios)

### Miglior attore protagonista
- Eduard Fernández - Fausto 5.0
- Eusebio Poncela - Intacto
- Tristán Ulloa - Lucía y el sexo
- Sergi López - Solo mia (Sólo mía)

### Migliore attrice protagonista
- Pilar López de Ayala - Giovanna la pazza (Juana la Loca)
- Nicole Kidman - The Others
- Victoria Abril - Nessuna notizia da Dio (Sin noticias de Dios)
- Paz Vega - Solo mia (Sólo mía)

### Miglior attore non protagonista
- Emilio Gutiérrez Caba - El cielo abierto
- Antonio Dechent - Intacto
- Gael García Bernal - Nessuna notizia da Dio (Sin noticias de Dios)
- Eduard Fernández - Son de mar

### Migliore attrice non protagonista
- Rosa Maria Sardà - Sin vergüenza
- Rosana Pastor - Giovanna la pazza (Juana la loca)
- Elena Anaya - Lucía y el sexo
- Najwa Nimri - Lucía y el sexo

### Miglior attore rivelazione
- Leonardo Sbaraglia - Intacto
- James Bentley - The Others
- Biel Durán - Más pena que Gloria
- Ruben Ochandiano - Silencio roto

### Migliore attrice rivelazione
- Paz Vega - Lucía y el sexo
- Malena Alterio - El palo
- Alakina Mann - The Others
- María Isasi - Salvajes

### Miglior regista esordiente
- Juan Carlos Fresnadillo - Intacto
- Víctor García León - Más pena que Gloria
- Carlos Molinero - Salvajes
- Javier Balaguer - Solo mia (Sólo mía)

### Miglior sceneggiatura originale
- Alejandro Amenábar - The Others
- Julio Medem - Lucía y el sexo
- Agustín Díaz Yanes - Nessuna notizia da Dio (Sin noticias de Dios)
- Joaquín Oristrell, Teresa de Pelegrí, Cristina Rota e Dominic Harari - Sin vergüenza

### Miglior sceneggiatura non originale
- Jorge Juan Martínez, Carlos Molinero, Clara Pérez Escrivá e Salvador Maldonado - Salvajes
- Ventura Pons e Lluís-Anton Baulenas - Anita no pierde el tren
- Sigfrid Monleón, Ferrán Torrent Teresa de Pelegrí e Dominic Harari - La isla del holandés
- Rafael Azcona - Son de mar

### Miglior produzione
- Emiliano Otegui e Miguel Ángel González - The Others
- José Luis Jiménez - Intacto
- Carlos Bernases - Giovanna la pazza (Juana la Loca)
- Angélica Huete - Nessuna notizia da Dio (Sin noticias de Dios)

### Miglior fotografia
- Javier Aguirresarobe - The Others
- Xavi Giménez - Intacto
- Paco Femenía - Giovanna la pazza (Juana la Loca)
- Kiko de la Rica - Lucía y el sexo

### Miglior montaggio
- Nacho Ruiz Capillas - The Others
- Teresa Font - Giovanna la pazza (Juana la Loca)
- Iván Aledo - Lucía y el sexo
- José Salcedo - Nessuna notizia da Dio (Sin noticias de Dios)

### Miglior colonna sonora
- Alberto Iglesias - Lucía y el sexo
- José Nieto - Giovanna la pazza (Juana la Loca)
- Alejandro Amenábar - The Others
- Bernardo Bonezzi - Nessuna notizia da Dio (Sin noticias de Dios)

### Miglior canzone
- Tu bosque animado di Luz Casal e Pablo Guerrero - La foresta magica (El boque animado)
- Again di Olga Román - El cielo abierto
- Semos diferentes di Joaquín Sabina - Torrente 2: Misión en Marbella
- Solo mía di Eusebio Bonilla e Clara Montes - Solo mia (Sólo mía)

### Miglior scenografia
- Benjamín Fernández - The Others
- César Macarrón - Intacto
- Josep Rosell - Giovanna la pazza (Juana la Loca)
- Javier Fernández - Nessuna notizia da Dio (Sin noticias de Dios)

### Migliori costumi
- Javier Artiñano - Giovanna la pazza (Juana la Loca)
- Alberto Luna - Desafinado
- José Vico - La spina del diavolo (El espinazo del diablo)
- Sonia Grande - The Others

### Miglior trucco e acconciatura
- Miguel Sese e Mercedes Guillot - Giovanna la pazza (Juana la Loca)
- Concha Martí e Ruth García - Buñuel e la tavola di re Salomone (Buñuel y la mesa del rey Salomón)
- Ana López Puigcerver, Belén López Puigcerver e Teresa Rabal - The Others
- Ana Lozano, Antonio Panizza e Manolo García - Nessuna notizia da Dio (Sin noticias de Dios)

### Miglior sonoro
- Ricardo Steinberg, Tim Cavagin, Alfonso Raposo e Daniel Goldstein - The Others
- Dani Fontrodona, David Calleja e James Muñoz - Giovanna la pazza (Juana la Loca)
- Agustín Peinado, Alfonso Pino, Santiago Thévenet e Polo Aledo - Lucía y el sexo
- Antonio Rodríguez, José Antonio Bermúdez, Diego Garrido, Pelayo Gutiérrez e Nacho Royo - Nessuna notizia da Dio (Sin noticias de Dios)

### Migliori effetti speciali
- Reyes Abades, José María Aragonés, Carlos Martínez, Ana Núñez e Antonio Ojeda - Buñuel e la tavola di re Salomone (Buñuel y la mesa del rey Salomón)
- David Martí, Montse Ribé, Reyes Abades, Emilio Ruiz del Río, Alfonso Nieto e Carmen Aguirre - La spina del diavolo (El espinazo del diablo)
- Raúl Romanillos, Pau Costa, Félix Bergés, Carlos Martínez, Antonio Ojeda e Ana Núñez - Intacto
- Derek Langley, Pedro Moreno, Félix Bergés e Rafael Solorzano - The Others

### Miglior film d'animazione
- La foresta magica (El bosque animado), regia di Ángel de la Cruz e Manolo Gómez
- La leyenda del unicornio, regia di Maite Ruiz de Austri
- Manuelita, regia di Manuel García Ferré
- Un perro llamado Dolor, regia di Luis Eduardo Aute

### Miglior documentario
- En construcción, regia di José Luis Guerín
- Asesinato en febrero, regia di Eterio Ortega Santillana
- Extranjeros de sí mismos, regia di José Luis López-Linares e Javier Rioyo
- Los niños de Rusia, regia di Jaime Camino

### Miglior film europeo
- Il favoloso mondo di Amélie (Le Fabuleux destin d'Amélie Poulain), regia di Jean-Pierre Jeunet
- Billy Elliot, regia di Stephen Daldry
- Chocolat, regia di Lasse Hallström
- Il diario di Bridget Jones (Bridget Jones's Diary), regia di Sharon Maguire

### Miglior film straniero in lingua spagnola
- La fuga, regia di Eduardo Mignogna
- Miel para Oshún, regia di Humberto Solás
- Perfume de violetas, regia di Marisa Sistach
- Taxi para tres, regia di Orlando Lübbert

### Miglior cortometraggio di finzione
- Desaliñada, regia di Gustavo Salmerón
- Bamboleho, regia di Luis Prieto
- La mirada obliqua, regia di Jesús Monllaó Plana
- La primera vez, regia di Borja Cobeaga
- V.O., regia di Antonia San Juan

### Miglior cortometraggio d'animazione
- Pollo, regia di Manuel Sirgo
- El aparecido, regia di Diego Agudo
- La colección, regia di Dídac Bono
- W.C., regia di Daniel Martínez Lara

### Premio Goya alla carriera
- Juan Antonio Bardem